# Medalha Buys Ballot
A Medalha Buys Ballot (em neerlandês:  Buys Ballotmedaille) é concedida pela Academia Real das Artes e Ciências dos Países Baixos. Foi instituída em 1888 em memória do meteorologista Christoph Buys-Ballot. É concedida aproximadamente a cada dez anos a um pesquisador que realizou contribuições significativas à meteorologia.

## Recipientes
- 1893 Julius von Hann  Austrália
- 1903 Richard Assmann e Arthur Berson  Alemanha
- 1913 Hugo Hergesell  Alemanha
- 1923 Napier Shaw  Reino Unido
- 1933 Vilhelm Bjerknes  Noruega
- 1948 Sverre Petterssen  Noruega
- 1953 Gustav Swoboda,  Chéquia
- 1963 Eric Palmén  Finlândia
- 1973 Joseph Smagorinsky  Estados Unidos
- 1982 Aksel Christopher Wiin-Nielsen  Dinamarca
- 1995 Veerabhadran Ramanathan  Estados Unidos
- 2004 Edward Lorenz  Estados Unidos
- 2014 Brian Hoskins  Reino Unido